# Bob Bryar
Bob Bryar, ameriški bobnar, * 31. december 1979, Chicago, Illinois, ZDA, † november 2024. 
Bryar je bivši član skupine My Chemical Romance in edini član banda, ki ni odraščal v New Jerseyju. Skupini se je pridružil leta 2004, potem ko je skupino zapustil Matt Pelissier in odšel leta 2010. 